# Kaibach (Kocher)
Der Kaibach ist ein unter 3 km langer, unbeständig wasserführender Bach in der Teilgemarkung Sindringen der Kleinstadt Forchtenberg im baden-württembergischen Hohenlohekreis, der nach insgesamt etwa westsüdwestlichem Lauf in Sindringen von rechts in den unteren Kocher mündet.

## Geographie

### Verlauf
Der Lauf des Kaibachs beginnt auf etwa 329 m ü. NHN am Holzweiler Hof von Sindringen. Dort setzt unter Bäumen ein drei bis vier Meter breiter Graben ein, der bald in einen allenfalls einen Meter breiten, nur leicht schlängelnden Bach übergeht, der zwischen Äckern nach Südwesten läuft. Nach etwa dreihundert Metern setzt die schon vorher unregelmäßiger werdende Baumbegleitung aus, nach einem halben Kilometer wendet sich der kahle Graben nach Süden. Am Lauf wie am Hang der Talmulde stehen auf dem nächsten guten halben Kilometer abschnittsweise Feldhecken, auf dem Talgrund begleiten nun teilweise Wiesen den Lauf.
Nach einer Feldwegquerung begleitet dauerhaft eine Gehölzgalerie den Bach, der sich bald, inzwischen der beginnenden Talsteige der Straße vom Jagsthausener Edelmannshof hinunter nach Sindringen nahegekommen, in inzwischen bis auf etwa 280 m ü. NHN stark eingetiefter Talmulde, wieder nach Südwesten wendet. Zwischen Bach und der Straße wenig darüber entspringt der Reubertsbrunnen gegenüber dem Häuserberg über dem rechten Hang. Nun wird der Taleinschnitt zur bis weit die Hänge hoch bewaldeten Klinge, auf deren Grund nur zuweilen Wasser auf dem bis vier Meter breiten geröllreichen Bett fließt, manchmal unter niedrigen Felsen am linken Hang.
An der Ortsgrenze von Sindringen wechselt der Kaibach auf die andere Seite der Steigenstraße und geht dann bei der ersten querenden Siedlungsstraße in eine unterirdische Verdolung. Diese läuft unter der Am Kaibach genannten, nunmehr flacheren Steigenstraßefortsetzung an der Südwestseite des Ortskerns vorbei bis zur von ihr abgehenden Straße Tuchbleiche weniger als 50 Meter neben dem Fluss. Das letzte kurze Stück läuft der Bach wieder offen zwischen Hausgärten und mündet auf etwa 183 m ü. NHN von rechts und insgesamt etwa Nordnordosten von rechts in den unteren Kocher, weniger als 300 Meter oberhalb des langen Streichwehrs, an dem der nach Ohrnberg geführte EVS-Kanal in Sindringen vom Fluss abgeht, und etwa 400 Meter oberhalb der Flussbrücke des Landstädtchens.
Der Kaibach mündet nach einem etwa 2,8 km langen Lauf mit mittleren Sohlgefälle von rund 52 ‰ etwa 146 Höhenmeter unterhalb des Grabenbeginns am Holzweiler Hof. Er hat außer der genannten Quelle keine dauerhaften Zuflüsse und liegt vielerorts häufig trocken.

### Einzugsgebiet
Das Einzugsgebiet des Kaibachs ist etwa 1,8 km² groß. Es erstreckt sich vom Wasserturm bei Jagsthausen-Edelmannshof, wo sein mit 342,3 m ü. NHN höchster Punkt liegt, ungefähr 2,8 km weit nach Südwesten zur Mündung in Sindringen auf etwa 183 m ü. NHN; quer dazu ist es höchstens 1,0 km breit. Naturräumlich liegt es in den Kocher-Jagst-Ebenen, bis hinab etwa zum Beginn der stärkeren Taleintiefung am Reubertsbrunnen im Unterraum Schöntaler Buchwald der Westlichen Kocher-Jagst-Ebenen, danach im Unterraum Unteres Kochertal des ebenfalls untergeordneten Kochertals.
Auf etwa einem Fünftel des Gebietes steht Wald, nämlich im über die südöstliche Wasserscheide herüberragenden Hochebenenwald Hag und etwas weniger in der Unterlaufklinge vom Reibertsbrunnen bis an den Sindringer Ortsrand. Außer einigen Steillagen im Tal zuvor und dem Talgrund am Mittellauf, auf dem Wiesen liegen, wird das übrigen Gebiet beackert.
Reihum grenzt es an die Einzugsgebiete der folgenden Nachbargewässer:
- Im Norden läuft der Abfluss jenseits des höchsten Wasserscheidenstücks über den Bach durch die Westertalklinge zur Jagst;
- im Nordosten konkurriert der weiter aufwärts im Dorf Ernsbach von Forchtenberg in den Kocher mündende Ernsbach;
- im Südosten schiebt sich vor dasjenige des Ernsbachs das Einzugsgebiet der episodisch zum Fluss wasserführenden Gänsbergklinge;
- im Westen entwässert der Engelbach nunmehr unterhalb des Kaibachs uńd noch in Sindringen zum Kocher.

Fast das ganze Einzugsgebiet liegt in der Stadtteilgemarkung Sindringen der Kleinstadt Forchtenberg im Hohenlohekreis mit nur einem Randzwickel der Gemeinde Jagsthausen im benachbarten Landkreis Heilbronn im äußersten Nordosten. Die Besiedlung beschränkt sich außerhalb des Mündungsstädtchens Sindringen auf den Holzweiler Hof am Ursprung und einen weiteren Aussiedlerhof auf der westlichen Wasserscheide.

## Geologie
Der Kaibach beginnt seinen Lauf im Lettenkeuper (Erfurt-Formation) des Unterkeupers, welcher fast durchweg die Höhenlagen beidseits der Talmulde bedeckt. Der Bach wechselt nach schon etwa 300 Metern unterhalb in den Oberen Muschelkalk, der danach an den unteren Hängen ansteht und in dessen Schichthöhe der Bach vermutlich auch mündet. Der Mündung gegenüber streicht am untersten Hangfuß des Kochertals Mittlerer Muschelkalk aus, ebenso an dessen rechtem unteren Hangfuß bis etwas wenig vor den Mündungsbereich des Kaibachs. Eine Dolinengruppe im Wald Hag nahe der östlichen Wasserscheide zeigt ebenso wie die oft aussetzende Wasserführung des Bachs die Verkarstung des Muschelkalks an.
Gegenüber diesen mesozoischen viel jüngere Schichten finden sich in der Talmulde ab dem Wechsel zum Muschelkalk in Form eines bachbegleiteten Schwemmlandstreifens, der sich in Sindringen zu einem sehr breiten Schwemmfächer weitet, auf dem der Ortskern erbaut wurde. Daneben liegt eine kleine Insel von Lösssediment aus quartärer Ablagerung auf dem Rücken zwischen unterem Kaibachtal und aufwärtigem Kochertal; im Norden liegt dieses Material just jenseits der Wasserscheide. Die Muschelkalkhänge sind ab dem mittleren Tal mit Hangschutt überlagert. Drei Störungslinien in nordwest-südöstlicher Richtung queren das mittlere Tal, sie sind zum Unterlauf hin abgetreppt und gehören zum Störungsbündel, das jenseits des Kochers beidseits der diesem zufließenden Sall parallel läuft.

## Natur und Schutzgebiete
Fast das gesamte Einzugsgebiet liegt im Wasserschutzgebiet „Oberes Tal, Sindringen“, das sich über die südöstliche Wasserscheide hinweg bis ans linke Ufer des Kochers und bis nahe an den nächsthöheren Ort Ernsbach im Flusstal hinauf erstreckt. Ein Fassungsbrunnen liegt wenig östlich des Sindringer Talsportplatzes in der rechten Flussaue im Gewann Oberes Tal. Darüber steht auf dem linken Mündungssporn des Kaibachs ein Wasserreservoir im Gewann Eisenhut.

## Hochwasser
Der oft nur kümmerlich oder gar kein Wasser führende Kaibach kann wie andere Klingenbäche im Muschelkalk nach großen Niederschlägen stark anschwellen und dann durch Hochwasser, Verklausung und angeschwemmtes Schüttgut Schäden am Unterlauf anrichten. Ein solches Hochwasserereignis trug sich im Juli 2006 zu, als die Wassermassen in der Unteren Straße von Sindringen Türen eindrückten und durch Häuser strömten. Die Steigenstraße sollte danach ein Quergefälle hin zum Bachlauf bekommen.

## Geschichte
Etwa auf der nördlichen Wasserscheide verläuft die Trasse der Hohen Straße zwischen Kocher und Jagst, eines schon vorgeschichtlichen Höhenweges zwischen den beiden Flüssen. Heute folgt der Wasserscheide dort ein Abschnitt der K 2018.

### LUBW
Amtliche Online-Gewässerkarte mit passendem Ausschnitt und den hier benutzten Layern: Lauf und Einzugsgebiet des Kaibachs

Allgemeiner Einstieg ohne Voreinstellungen und Layer: Daten- und Kartendienst der Landesanstalt für Umwelt Baden-Württemberg (LUBW) (Hinweise)
1. 1 2 3  Höhe nach dem Höhenlinienbild auf dem Hintergrundlayer Topographische Karte.
2. ↑  Länge nach dem Layer Gewässernetz (AWGN), ergänzt um ein auf der Gewässerkarte nicht berücksichtigtes Anfangsstück, das auf dem Hintergrundlayer Topographische Karte abgemessen wurde.
3. ↑  Einzugsgebiet abgemessen auf dem Hintergrundlayer Topographische Karte.
4. ↑  Natur teilweise nach dem Layer Geschützte Biotope.
5. ↑  Höhe nach grauer Beschriftung auf dem Hintergrundlayer Topographische Karte.
6. ↑  Dolinen nach dem Layer Geschützte Biotope.
7. ↑  Schutzgebiet nach dem einschlägigen Layer.

### Andere Belege
1. ↑  Wolf-Dieter Sick: Geographische Landesaufnahme: Die naturräumlichen Einheiten auf Blatt 162 Rothenburg o. d. Tauber. Bundesanstalt für Landeskunde, Bad Godesberg 1962. → Online-Karte (PDF; 4,7 MB)
2. ↑  Geologie nach den Layern zu Geologische Karte 1:50.000 auf: Mapserver des Landesamtes für Geologie, Rohstoffe und Bergbau (LGRB) (Hinweise)
3. ↑  „Wassermassen sollen gezähmt werden“, Artikel der Hohenloher Zeitung vom 28. Oktober 2011 über das Hochwasser im Juli 2006, abgefragt am 25. Mai 2022.